# Nikita Okhotiuk
Nikita Okhotiuk (Chelyabinsk, Rusia, 4 de diciembre de 2000) es un jugador profesional ruso de hockey sobre hielo que se desempeña en la posición de defensor izquierdo en San Jose Sharks, equipo de la National Hockey League (NHL).

## Carrera
Fue seleccionado en la segunda ronda en la NHL Entry Draft de 2019. En 2021 hizo su debut profesional con el equipo New Jersey Devils, en el cual jugó dos temporadas (2021-2023), después pasó a San Jose Sharks, donde lleva jugando una temporada.